# Chenopodium atripliciforme
Chenopodium atripliciforme là loài thực vật có hoa thuộc họ Dền. Loài này được Murr mô tả khoa học đầu tiên năm 1902.